# هارتفورد غربی (ورمانت)
هارتفورد غربی (به انگلیسی: West Hartford) یک منطقهٔ مسکونی در ایالات متحده آمریکا است که در Hartford واقع شده‌است.